# Қ (слово ћирилице)
Қ қ (Қ қ; искошено: Қ қ), односно К са силазницом, је слово ћириличног писма које се користи у бројним несловенским језицима, који се говоре на територији бившег Совјетског Савеза, укључујући:
- Туркијски језици:
  - казашки;
  - ујгурски;
  - узбечки;
  - каракалпачки;
  - шорски;
  - тофански.

- Ирански језици:
  - таџички
  - осетски

Пошто је /к/ представљен словом ق (каф) у арапском писму, Қ се понекад назива „ћирилични Каф“.
Постоје и источни варијетети ханти језика, где Қ такође представља глас /к/.
У абхаском језику< Қ представља безвучни веларни плозив /к/. (Иначе, ћирилично слово К (К к) се користи за представљање гласа /кʼ/.) Уведено је 1905. како би се спеловао Абхаски језик.  Од 1928. до 1938. године, абхазски се писао латиничним писмом, а одговарајуће слово је било латинично слово К са предзнаком (Ⱪ ⱪ).
Његова ISO 9 транслитерација је ⟨к⟩ (⟨к⟩ са седилом), и тако је транслитерирана за абхаски, док је у Казахстану и Узбекистану уобичајена редом казашка и узбечка романизација ⟨к⟩.

## Рачунарски кодови
| Знак                      | Қ                                         | Қ                                         | қ                                       | қ                                       |
| ------------------------- | ----------------------------------------- | ----------------------------------------- | --------------------------------------- | --------------------------------------- |
| Назив у Уникоду           | CYRILLIC CAPITAL LETTER KA WITH DESCENDER | CYRILLIC CAPITAL LETTER KA WITH DESCENDER | CYRILLIC SMALL LETTER KA WITH DESCENDER | CYRILLIC SMALL LETTER KA WITH DESCENDER |
| Врста кодирања            | децимална                                 | хексадецимална                            | децимална                               | хексадецимална                          |
| Уникод                    | 1178                                      | U+049A                                    | 1179                                    | U+049B                                  |
| UTF-8                     | 210 154                                   | D2 9A                                     | 210 155                                 | D2 9B                                   |
| Нумеричка референца знака | &#1178;                                   | &#x49A;                                   | &#1179;                                 | &#x49B;                                 |

## Слична слова
- К к - Ћириличко слово К.
- K k : Латиничко слово K.
- Ⱪ ⱪ : Латиничко слово K са силазницом
- ق : Арапско слово каф.